# Третє транспортне кільце
Третє транспортне кільце (ТТК) (рос. Третье транспортное кольцо (ТТК)) — автомобільна дорога у Москві, одна з трьох кільцевих магістралей міста Москви поряд з Садовим кільцем та Московською кільцевою автомобільною дорогою. Загальна протяжність ТТК становить 35,1 км, з них близько 19 км — естакади, близько 5 км — тунелі. Ширина автодороги на основних ділянках — не менше 8 смуг (зустрічаються звуження до 3 + 3 смуги, наприклад, між Нижньогородською вулицею та Волгоградським проспектом і поблизу Москва-Сіті). На третьому транспортному кільці розташовано 17 транспортних розв'язок. Наземні пішохідні переходи і перетини з іншими шляхами на одному рівні відсутні, що дозволяє забезпечити безперервний рух на всьому протязі автотраси.
Третє транспортне кільце чотири рази перетинає річку Москву, в південній частині проходить паралельно Малому кільцю Московської залізниці, включає чотири тунелі — Лефортовський, Кутузовський, Шереметьєвський та Гагарінський. Велика частина третього транспортного кільця побудована наприкінці 1990-х — початку 2000-х, проте в кільці задіяні і здавна існуючі міські вулиці (Бігова, Нижня Маслівка, Сущевський Вал тощо), і окремі ділянки (наприклад, Автозаводський міст), побудовані за радянських часів і згодом реконструйовані. Останні об'єкти ТТК — розв'язка з Шереметьєвською вулицею в Мар'їній Рощі і розв'язка з Ленінградським проспектом — повністю відкриті для руху наприкінці 2005 року.

## Історія Третього транспортного кільця
- 1935: було заплановано у Генеральному плані реконструкції Москви 1935 року як «нове бульварне кільце з використанням, в основному, траси Камер-Колезького Вала»[1]. На картах того часу позначено як «Паркове кільце». Контур його істотно відрізнявся від сучасного, пов'язуючи собою основні парки того часу: Останкіно (нинішні парки Останкіно та ВДНГ), Сокольники, Ізмайлово, Введенські гори (нинішні Лефортовський парк та Введенський цвинтар), Ленінські (нині — Воробйові) гори, парк Червона Пресня, Петровський та Тимирязевский парки.
- 1960: початок будівництва комплексу від Бегової до Ризької.
- 1961: введено в дію тунель під Ленінградським проспектом.
- 1961: побудовано Автозаводський міст.
- 1965: споруджена Савеловська естакада.
- 1975: споруджена Ризька естакада (1999 продовжена Новоризьким шляхопроводом через проспект Миру[2]).
- У літературі 1980 року фігурує під назвою «кільце" В "» і включає в себе Ризьку естакаду, Сущевський вал, Савеловську естакаду, Нижню Маслівку, Бігову вул., Краснопресненський шляхопровід та вул. 1905 року[3].
- 1984: відкриті Русаковська естакада та тунель під Митьковською сполучною гілкою.
- 28 жовтня 1998: відкрито Бережковський міст.
- 10 травня 1999: відкрита Лужнецька естакада від Комсомольського проспекту до Бережковського мосту.
- 31 серпня 1999: відкрита перша черга Новоризького шляхопроводу.
- 4 грудня 1999: відкрита друга черга Новоризького шляхопроводу.
- 11 грудня 1999: відкрита ділянка від Бережковського мосту до Кутузовського проспекту, включаючи Київський шляхопровід та Кутузовський тунель.
- 30 грудня 2000: відкрита ділянка від Кутузовського проспекту до Шмітовського проїзду, включаючи Дорогомиловський міст.
- Весна 2001: відкрита ділянка від Комсомольського проспекту до Ленінського проспекту, включаючи Андріївський міст[4].
- 2001: відкрита ділянка від Шмітовського проїзду до Звенигородського шосе.
- 12 грудня 2001: відкрита ділянка від Площі Гагаріна до Волгоградського проспекту, включаючи Гагарінський тунель та реконструйований Автозаводський міст.
- 28 серпня 2001: відкрито тунель на Масловці.
- 6 листопада 2002: відкриті ділянки від Звенигородського шосе до Бегової вулиці і від Остаповського проїзду до Нижньогородської вулиці.
- 1 жовтня 2003: відкрита ділянка від Спартаківської вулиці до Красноказарменної набережної.
- 5 листопада 2003: відкрита ділянка від Нижегородської вулиці до Шосе Ентузіастів.
- 5 грудня 2003: відкрито Лефортовський тунель, Третє транспортне кільце замкнуто.
- 4 листопада 2005: відкриті реконструйовані розв'язки з Ленінградським проспектом, Шереметьєвською вулицею, Звенигородським шосе (Краснопресненський проспект).

## Траєкторія третього транспортного кільця
Опис за годинниковою стрілкою
- Третє транспортне кільце на північно-західній ділянці прямує від станції метро «Бігова», розв'язки з Хорошевським шосе та Ваганьковським мостом на північний схід по Бігової вулиці, до тунельної розв'язки з Ленінградським проспектом, далі кільце прямує реконструйованими вулицями Нова Башиловка та Нижня Маслівка, в районі площі Бутирська Застава і Савеловського вокзалу естакадна розв'язка з вулицями Смоленська, Бутирська та Бутирський Вал.
- Північна ділянка прямує Сущевським Валом, перетинаючи вулицю Радянської Армії в районі Мар'їної Рощі, далі трохи на захід від Ризького вокзалу переходить в Ризьку естакаду, перетинає по естакаді Ризьку площу та проспект Миру, прямує повз станцію метро «Ризька», перетинає по естакаді - шляхопроводу залізничні колії Петербурзького напрямку, Олексіївської сполучної гілки та Ярославського напрямку та повертає на південний схід.
- На північно-східній ділянці після розв'язки з вулицею Лобачика прямує тунелем під сполучною залізничною лінією, переходить в Русаківську естакаду (Гаврикову вулицю), перетинає по естакаді Краснопрудну та Русаківську вулиці, є межею між ними.
- На східній ділянці в районі Спартаківської площі кільце переходить в тунель до Красноказарменної набережної Яузи, перетинає її по мосту, знову переходить в тунель, виходячи на поверхню в районі Шосе Ентузіастів, перетинає його по естакаді з розв'язкою, далі по естакаді перетинає залізницю Курського напрямку та прямує по естакаді уздовж неї, перетинаючи по естакаді залізницю Горьківського напрямку та Нижньогородську вулицю.
- На південно-східній ділянці біля перетину залізниці Курського напрямку з Малим кільцем Московської залізниці повертає на південний захід та прямує уздовж малого кільця МЗ, перетинаючи з розв'язками прямуючі по естакаді Волгоградський проспект, Шарикопідшипниковську та Південнопортову вулиці, Велозаводську вулицю, та в районі примикання вулиці Трофимова повертає направо.
- На південній ділянці Третє транспортне кільце прямує по Автозаводській вулиці, перетинає Москву-ріку по Автозаводському мосту, по естакаді перетинає з розв'язкою Велику Тульську вулицю і обходить з півдня Даниловський цвинтар, далі прямує на північний захід до Гагарінського тунелю.
- На південно-західній ділянці, прямує Гагарінським тунелем, який має складну розв'язку з Ленінським проспектом та іншими вулицями, виходить на поверхню у районі нової будівлі Президії РАН, і далі прямує вздовж Малого кільця Московської залізниці, перетинаючи по мосту річку Москву, прямує естакадою, перетинаючи з розв'язкою Комсомольський проспект, виходить на Краснолузький міст, перетинаючи річку Москву.
- На західній ділянці, має розв'язку в районі вулиці Потиліха, перетинає Мале кільце Московської залізниці, проходить по Кутузовському тунелю, перетинає Москву-ріку, в районі платформи Тестовська перетинає по естакаді Шмітовський проїзд, далі прямує уздовж Білоруського напрямку Московської залізниці, перетинаючи Звенигородське шосе з розв'язкою і залізницю в районі станції метро «Бігова».